# Ketazolam
Ketazolam is een benzodiazepinederivaat, een kalmerend middel. Ketazolam is niet in alle landen toegestaan of verkrijgbaar, om verschillende redenen. Zoals niet in de Verenigde Staten, Canada, Noorwegen, Australië en Nederland, omdat het daar (nog) als een designerdrug geregistreerd is en in de lijst van niet goedgekeurde benzodiazepinen staat, of wel goedgekeurd is, maar in dat land niet geproduceerd of geïmporteerd wordt. Ketazolam wordt in landen als Duitsland (Unakalm), Portugal (Unakalm), Spanje en Spaanstalige landen (Adamed, Anxen, Marcen en Sedotime), en Zuid-Afrika (Solatran) voorgeschreven.
De halveringstijd van ketazolam is 26-200 uur (de halveringstijd is de tijd die het lichaam nodig heeft om de helft van de ingenomen medicatie af te breken). Ketazolam is alleen geregistreerd voor oraal gebruik en is alleen in capsulevorm verkrijgbaar.

## Effecten
- kalmerend, maakt slaperig en rustig
- spierontspanning
- ontspant de skeletspieren
- vermindering van angst (anxiolyticum)
- vermindering van stress en spanning
- (sterke) vermindering van spasmes en spasticiteit[10]

## Dosering
Ketazolam wordt vaak eenmaal per dag voorgeschreven, vanwege de lange werkingsduur, 15, 30 of 45 mg per keer (wit-groene (15 mg) of groene capsules van 30 of 45 mg). Net als andere benzodiazepinen, wordt het in bepaalde situaties ook twee- of driemaal daags voorgeschreven. Ketazolam kent minder bijwerkingen dan het vergelijkbare diazepam, volgens sommige (beperkte) studies. Echter zouden alle bekende bijwerkingen kunnen optreden, meestal enkele of meerdere.

### Verkrijgbaarheid

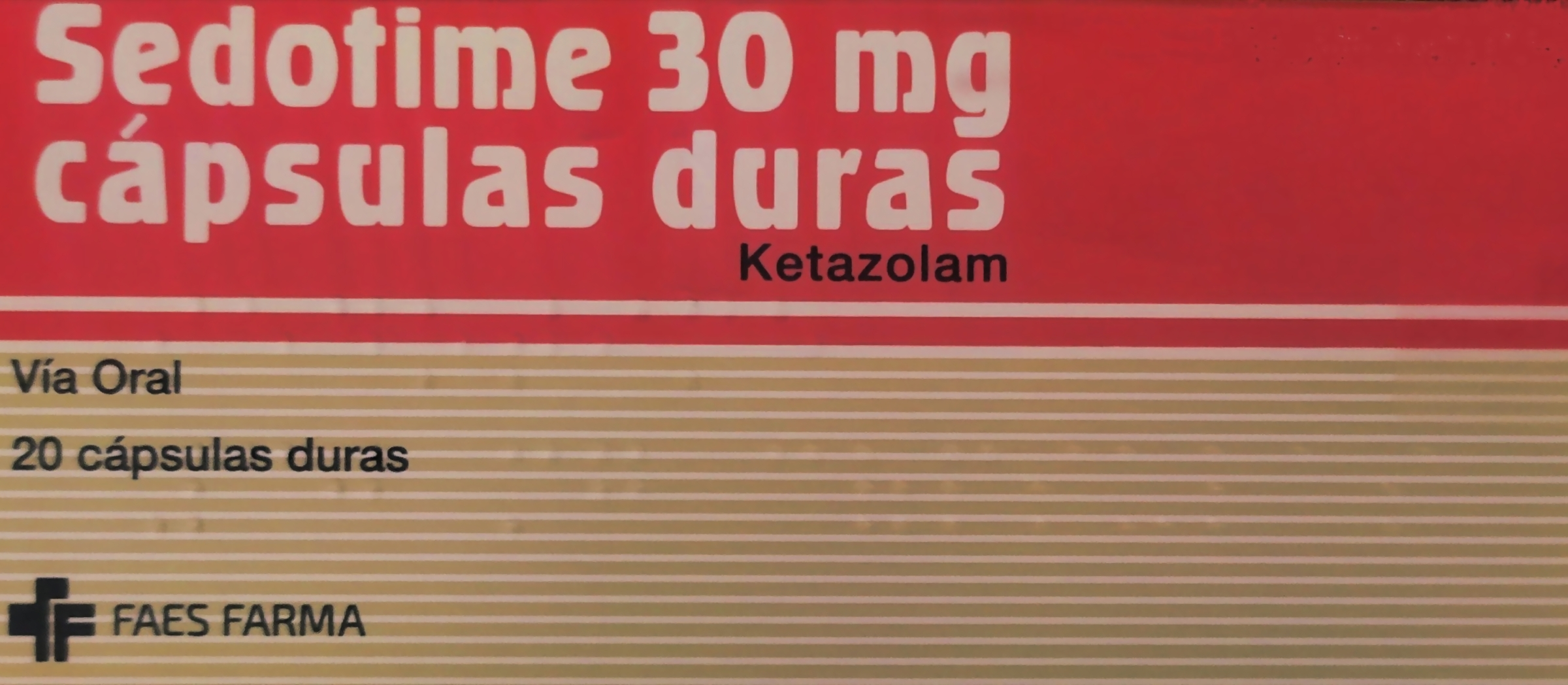
Sedotime (verpakking Spaanse ketazolam 30 mg, 20 capsules)

Ketazolam is in bepaalde landen op recept verkrijgbaar bij de apotheek in doseringen van 15, 30 en 45 mg. De capsules worden aangeboden in doosjes van 20 of 30 stuks in capsulevorm. In klinische setting worden vaker hoge doseringen, zoals 45 mg per dosering, gebruikt. Ook zijn er grootverpakkingen van 500 stuks voor in ziekenhuizen en klinieken.
Ketazolam is niet overal goedgekeurd of beschikbaar, zoals bijvoorbeeld in de Verenigde Staten. Benzodiazepinen vallen daar in principe in twee groepen: de door de FDA goedgekeurde en de niet goedgekeurde verbindingen, de DBZD's (Designer benzodiazepines). Er wordt ook onderscheid gemaakt tussen (designer)benzodiazepinen die buiten de VS worden voorgeschreven en designerbenzo's, die nergens officieel zijn goedgekeurd. Ketazolam valt onder de goedgekeurde groep, echter wordt het in de Verenigde Staten niet geproduceerd of geïmporteerd, net als in een aantal andere landen.

## Toepassingen
Ketazolam kan worden voorgeschreven bij angst, spanning, spasmen, spierspanning, epilepsie en onrust, en vooral bij langer durende angstklachten. Artsen schrijven vaak niet langer dan 2-3 weken voor, tenzij er echt een medische noodzaak is. In sommige gevallen wordt ketazolam toch langer gebruikt, zonder duidelijke noodzaak, zoals via herhaalrecepten of via het illegale circuit. Soms ook legaal, omdat het in een bepaald land nog als een designerbenzo gezien wordt, waarvan de moleculen slechts ietsje afwijken van andere middelen en het daarom niet receptplichtig is, omdat het simpelweg nog geen geregistreerd medicijn is.
De hoogste plasmawaarden in het bloed worden na circa acht uur bereikt, waardoor ketazolam minder geschikt is als slaapmiddel, vanwege de lange werking. Alleen bedlegerige personen zouden het ook als slaapmiddel kunnen gebruiken, of mensen die zowel angst- en spanningsklachten hebben als slaapproblemen of als middel bij een zeer korte behandeling van angstklachten, vanwege de langdurige werking. Bij dagelijks gebruik kan dit nog oplopen, door een stapelwerking van ketazolam, vooral bij gebruik van meerdere doseringen per dag, net als bij bijvoorbeeld clorazepinezuur (Tranxène), prazepam en diazepam.

### Equivalent
Het equivalent van een benzodiazepine wordt vrijwel altijd vergeleken met diazepam, wat veel bij afbouwkuren wordt gebruikt. (het equivalent is in dit geval een vergelijkbare dosering, van een andere soort, in dezelfde groep medicatie) De uitkomst wordt, indien nodig, iets naar boven afgerond. 60 mg ketazolam is ongeveer gelijk aan 10 mg diazepam (60 x 0,16= 9,6 mg diazepam), waarbij ketazolam iets langer werkt.
De halveringstijd kan erg lang oplopen, wat in veel situaties onwenselijk kan zijn. Als men ketazolam niet dagelijks neemt, is het toch mogelijk dat er na een aantal dagen nog steeds veel van in het bloed zit, na een enkele dosis, wat invloed kan hebben op bijvoorbeeld de rijvaardigheid. Zie ook: "Waakzaamheid".

## Werking in het lichaam
De absorptie, verdeling en uitscheiding van een geneesmiddel, dus de "route" door het lichaam van ketazolam, de farmacokinetiek, is als volgt: ketazolam wordt in het bloed afgebroken tot diazepam, dat in de lever wordt afgebroken tot demoxepam, dat vervolgens wordt afgebroken tot nordazepam (desmethyldiazepam). Uiteindelijk wordt het via de nieren uitgescheiden.

## Bijwerkingen
Bijwerkingen die kunnen optreden:
- onrust en verwardheid (voornamelijk bij oudere en zieke mensen en mensen met een verminderde nier- of leverfunctie)
- sufheid
- slaperigheid
- gevaar voor vallen bij ouderen en mensen met een zwakke gezondheid
- afvlakking van het gevoel, gevoelens van pijn en verdriet en ook van vreugde en blijheid, kunnen worden afgevlakt[3]
- kan gevaarlijk zijn voor een (ongeboren) baby (hoog risico)[21]
- paradoxale reacties ("tegengestelde effect") zoals agressie en gewelddadig gedrag, hallucinaties en wanen (vooral bij kinderen, ouderen en mensen met een zwakke gezondheid). Dit geldt voor alle benzodiazepinen.[22]

Bijwerkingen die ook kunnen voorkomen: dubbelzien, wazig zien, duizeligheid, hoofdpijn, gewichtstoename (bij gebruik langer dan enkele weken), verhoogde eetlust, verlaagde bloeddruk, (verborgen) depressie die naar voren komt, onverschilligheid, droge mond, katergevoel (vooral bij het ontwaken), amnesie (vooral bij het begin van de behandeling, bij hoge doseringen en bij langdurig gebruik), gevaarlijk gedrag en zelfoverschatting (in combinatie met alcoholische drank(en) en/of harddrugs of andere medicijnen, zoals morfine), constipatie, verlaagd libido, moeilijk plassen, diarree, spijsverteringsklachten, verhoging van de bloedsuikerspiegel (hyperglykemie) en overgevoeligheid voor zonlicht. (dit zijn niet alle bijwerkingen die kunnen optreden en niet alle bijwerkingen treden op, meestal enkele tot meerdere)

### Waakzaamheid
De bijwerkingen hebben vaak een (groot) effect op de waakzaamheid, bij bijvoorbeeld het besturen van een voertuig en het bedienen van een machine. Dit wordt ernstig afgeraden tijdens het gebruik, vooral de eerste twee weken, soms tijdens de hele gebruikersduur, ook soms nog daarna (in het geval van ontwenningsverschijnselen). Bij taken waarbij men zeer zorgvuldig moet zijn, zoals koken, het oppassen op een baby en andere verantwoordelijke taken, dient men goed op te passen bij het gebruik van ketazolam, vooral bij hoge doseringen.

### Zwangerschap
Gedurende de gehele zwangerschap en ook bij borstvoeding, wordt het gebruik van ketazolam afgeraden.

### Overdosis
Bij volwassenen is het zelden gevaarlijk, alleen in combinatie met alcoholische dranken, opiaten e.d. Symptomen bij een overdosis kunnen slaperigheid, verwarring, coma en verminderde reflexen zijn. De ademhaling, hartslag en bloeddruk moeten worden gecontroleerd. Bij kinderen en ouderen kan een overdosis gevaarlijker zijn en eerder optreden, vanwege een verminderde weerstand en een lager lichaamsgewicht (vooral bij kinderen en soms ook bij ouderen).

## Contra-indicaties
Ketazolam mag niet met de volgende middelen worden gebruikt:
- Alcoholische drank, andere benzodiazepinen, barbituraten, bepaalde sederende antihistaminica als dimetindeen, sterke analgetica (opioïden) en harddrugs (vooral opiaten), antipsychotica, neuroleptica, antidepressiva, lithium e.d. (sommige medicatie mag op voorschrift van een arts samen met ketazolam, indien echt noodzakelijk) Grapefruit(sap) wordt ook afgeraden, omdat het een wisselwerking kan veroorzaken en de afbraak van ketazolam in het bloed kan vertragen, wat de werking en de bijwerking kan beïnvloeden.[2][27]
- Ketazolam is niet (of minder goed) geschikt voor kinderen tot en met 17 jaar (tenzij de arts anders bepaalt), zwangere vrouwen, vrouwen die borstvoeding geven en mensen met een psychiatrische stoornis, uitzonderingen daargelaten. Ook niet geschikt bij (ernstige) spierzwakte, als myasthenia gravis. Ketazolam is minder geschikt voor ouderen (65+) en mensen met nier- en leverfunctiestoornissen. De arts zal dan (meestal) een lagere dosis voorschrijven, of een ander middel kiezen, meestal een middel met een korte werkingsduur en halveringstijd.[28]

## Afhankelijkheid
Ketazolam kan na circa twee weken al voor tolerantie zorgen, men heeft langzaam steeds meer van het middel nodig. Hier kan soms al verslaving ontstaan, wat sterk per persoon kan verschillen. Bij langdurig gebruik en het niet, of niet lang genoeg afbouwen van ketazolam, kunnen ontwenningsverschijnselen ontstaan, soms voor langere tijd, ook tijdens het afbouwen, afhankelijk van de situatie en de persoon (patiënt). Ketazolam kan door de capsulevorm, moeilijk afgebouwd worden. Er zal in het geval van (langzaam) afbouwen, overgestapt moeten worden op het vergelijkbare diazepam, wat voornamelijk in tabletvorm verkrijgbaar is en in diverse sterktes, waardoor dat makkelijker af te bouwen is dan capsules, uitgezonderd een zeer snelle afbouw, bijvoorbeeld bij kortdurend gebruik van ketazolam.
Ketazolam moet met de grootste terughoudendheid worden voorgeschreven bij mensen die bekend zijn met illegaal druggebruik, of alcohol- of drugmisbruik in het verleden.
Recreatief gebruik (vooral door jongeren) leidt vaak ook tot verslaving, vaak in combinatie met bijvoorbeeld speed. Illegale medicijnen worden steeds populairder in Nederland, in de jaren 20 van de 21e eeuw. In andere landen kan dat anders zijn, moeilijker of makkelijker. Men gaat bijvoorbeeld naar Duitsland of België om een voorraad in te slaan.

### Ontwenningsverschijnselen
Ontwenningsverschijnselen ("onthoudingssymptomen") die kunnen voorkomen, zijn onder andere: angst en spanning (vaak), tinnitus, overgevoelig voor geluid, overgevoeligheid voor zonlicht, depersonalisatie*, epileptisch insult*, wanen*, huidreacties, gevoelige huid, tintelingen en prikkelingen, diarree, hoofdpijn, beven en rillen (tremor), nachtmerries, restless legs, gewichtsafname, slapeloosheid (vooral in het begin), tics, prikkelbaarheid (vaak), vermoeidheid, spierpijn en reboundverschijnselen (vaak) (het tijdelijk terugkeren van de symptomen waarvoor het middel in eerste instantie genomen werd). De levenswijze tijdens het gebruik van een benzodiazepine als ketazolam, vooral over een langere periode, kan van invloed zijn op de ernst en duur van de verschijnselen. Tevens is een jonge leeftijd gunstiger bij de afkick en vooral bij het slagen daarvan.
*Dit zijn ernstige verschijnselen die voornamelijk in het begin optreden (bij het acuut stoppen), cold turkey, ook wel afgekort CT genoemd, of tijdens of na een (te korte) afbouw.

#### De duur van ontwenningsverschijnselen
Soms treden er geen ontwenningsverschijnselen op, vooral bij kortdurend gebruik en soms ook niet bij wat langer gebruik, echter heeft men vaak wel enige klachten. De ontwenningsverschijnselen kunnen enkele dagen tot enkele maanden duren en in sommige gevallen enkele jaren. Omdat ketazolam erg lang werkt, kunnen de ontwenningsverschijnselen vrij laat beginnen en vrij lang aanhouden. Sommige mensen hebben begeleiding van een arts nodig, of een opname in een kliniek. Het wordt in ieder geval vaak geadviseerd om bekenden in te lichten, zodat ze er rekening mee kunnen houden. Anderen kiezen er soms voor om zeer langzaam af te bouwen, wat op diverse fora geadviseerd wordt en door het Ashton Manual, van de Engelse professor die veel onderzoek naar benzodiazepinen deed, vooral naar de langdurige ontwenningsverschijnselen. Heather Ashton werkte jaren met patiënten die afhankelijk waren, of zijn geweest, van benzodiazepinen en daar veel nare verschijnselen van kregen. Zij sprak ook voor het eerst over het "post-ontwenningssyndroom", waarbij de ontwenningssymptomen langer dan twee jaar aanhouden.

## Opiumwet
Ketazolam staat in Lijst II van de Nederlandse opiumwet, net als alle andere (geregistreerde) benzodiazepinen. Het is wettelijk niet toegestaan deze middelen door te verkopen of te verhandelen, in het bezit te hebben zonder sticker van een apotheek, of zelfs door te geven aan bijvoorbeeld naaste personen. De doosjes (of potjes) moeten een gele sticker met een waarschuwing hebben, of een afdruk daarvan op de verpakking.
In Duitsland staat het in lijst 3 (onder de "Betäubungsmittelgesetz"), net als de meeste benzodiazepinen in Duitsland. Dit is iets lager dan in Nederland (lijst II). In de Verenigde Staten is het een "IV drug", ondanks dat het daar niet in de handel is, staat het in de "Controlled Substances Act in the US" Het betekent dat de middelen in deze IV-lijst, door de VS en Canada als weinig gevaarlijk voor misbruik en een laag risico voor afhankelijkheid worden gezien, in tegenstelling tot bijvoorbeeld Lijst II van de opiumwet in Nederland, waar deze middelen (van bijvoorbeeld het pijnstillende tramadol tot het rustgevende ketazolam), op een hogere lijst staan en daardoor als een groter risico worden gezien.